# Orchis mascula
L'orchide maschia (Orchis mascula (L.) L., 1755 è una pianta appartenente alla famiglia delle Orchidacee, a diffusione euro-caucasica.
L'epiteto specifico deriva dal latino masculus = "maschio, virile". L'origine di tale epiteto è secondo alcuni un riferimento all'aspetto robusto della specie, secondo altri allude alla forma dei rizotuberi, che ricorda quella dei testicoli.

## Descrizione
È una pianta erbacea con fusto alto sino a 50–60 cm, verde alla base e porporino verso l'apice.
 
L'apparato radicale è costituito da due rizotuberi, tondeggianti o ellissoidi.

Le foglie, raggruppate alla base del fusto, sono oblungo-lanceolate, di colore verde, talora con macchiettature rosso-brunastre.

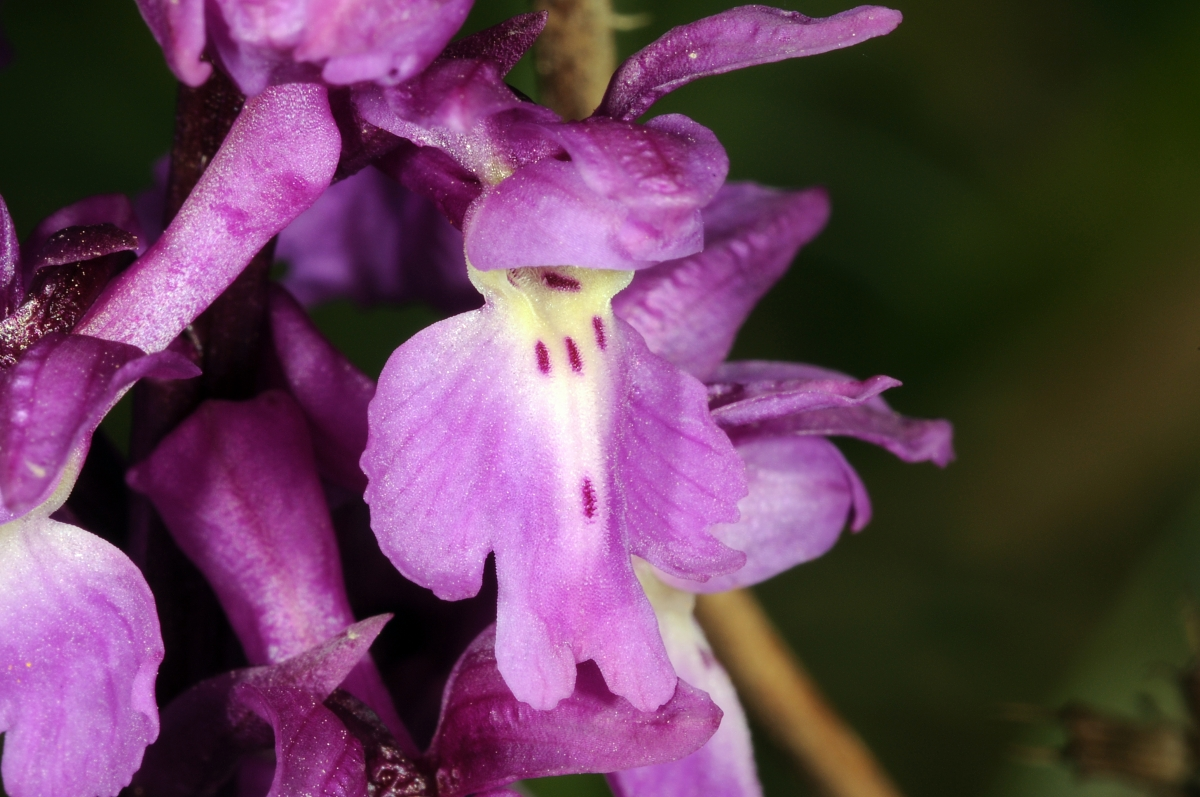
Dettaglio del fiore

I fiori, di colore dal rosa al violetto, sono raggruppati in infiorescenze cilindriche e dense. I sepali laterali, ovato-lanceolati, sono eretti, il mediano assieme ai petali, più piccoli, copre a casco il ginostemio. Il labello è trilobato, convesso in senso longitudinale,            con lobo mediano più lungo dei laterali, con margine crenulato e con la parte basale più chiara e punteggiata da macchioline bruno-purpuree. Lo sperone è cilindrico o claviforme, orizzontale o ascendente.
Il ginostemio è corto, con antere di colore verde-rossastro e masse polliniche di colore verde scuro.
Fiorisce da aprile a giugno.

## Biologia
Specie priva di nettare, attira gli insetti impollinatori (imenotteri dei generi Apis, Bombus, Eucera, Andrena, Xylocopa e talora anche coleotteri) grazie all'aspetto del suo fiore che ricorda quello di altre specie nettarifere.

## Distribuzione e habitat
La specie è diffusa in Europa, dal Portogallo al Caucaso, nel Nord Africa e in Medio Oriente, sino all'Iran.
In Italia è presente su tutto il territorio nazionale tranne che in Puglia; in Sardegna è presente la sottospecie O. m. ichnusae.
Cresce in una varietà di habitat, dai prati magri ai pascoli montani, dalle macchie ai castagneti, in pieno sole o in zone adombrate, dal livello del mare a 2500 m di altitudine.

## Tassonomia
Il numero cromosomico di Orchis mascula è 2n= 42

### Sottospecie

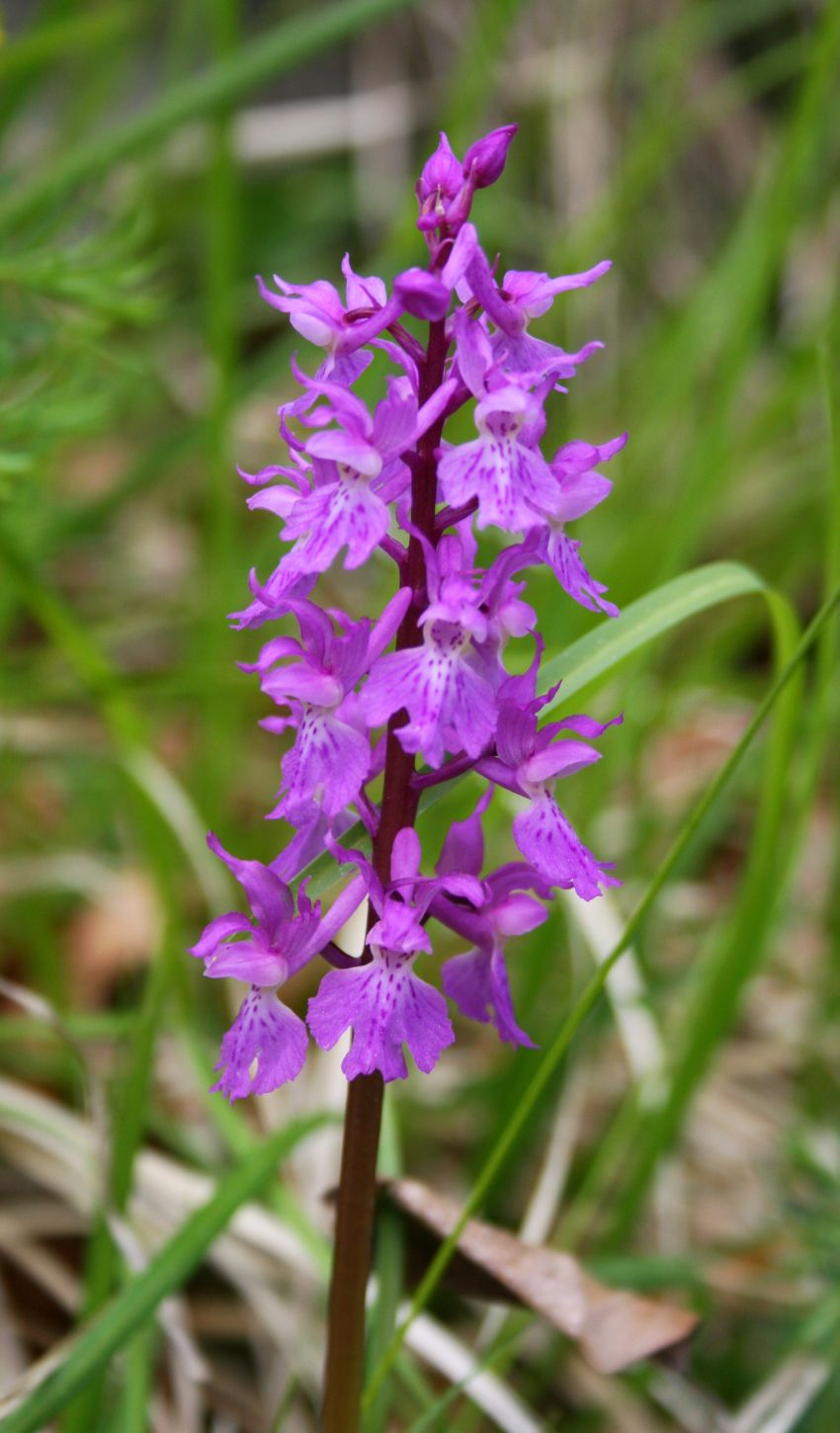
Orchis mascula subsp. speciosa

Sono attualmente accettate le seguenti sottospecie:
- Orchis mascula subsp. mascula (L.) L., 1755 - sottospecie nominale
- Orchis mascula subsp. ichnusae Corrias, 1982 - endemismo di Sardegna e Corsica
- Orchis mascula subsp. laxifloriformis Rivas Goday & B.Rodr.
- Orchis mascula subsp. scopulorum (Summerh.) H.Sund. ex H.Kretzschmar, Eccarius & H.Dietr.
- Orchis mascula subsp. speciosa (Mutel) Hegi, 1909 - diffusa sull'arco alpino e sull'Appennino centrale.

La sottospecie Orchis mascula subsp. olbiensis è oggi considerata come specie a sé stante (Orchis olbiensis).

### Varietà

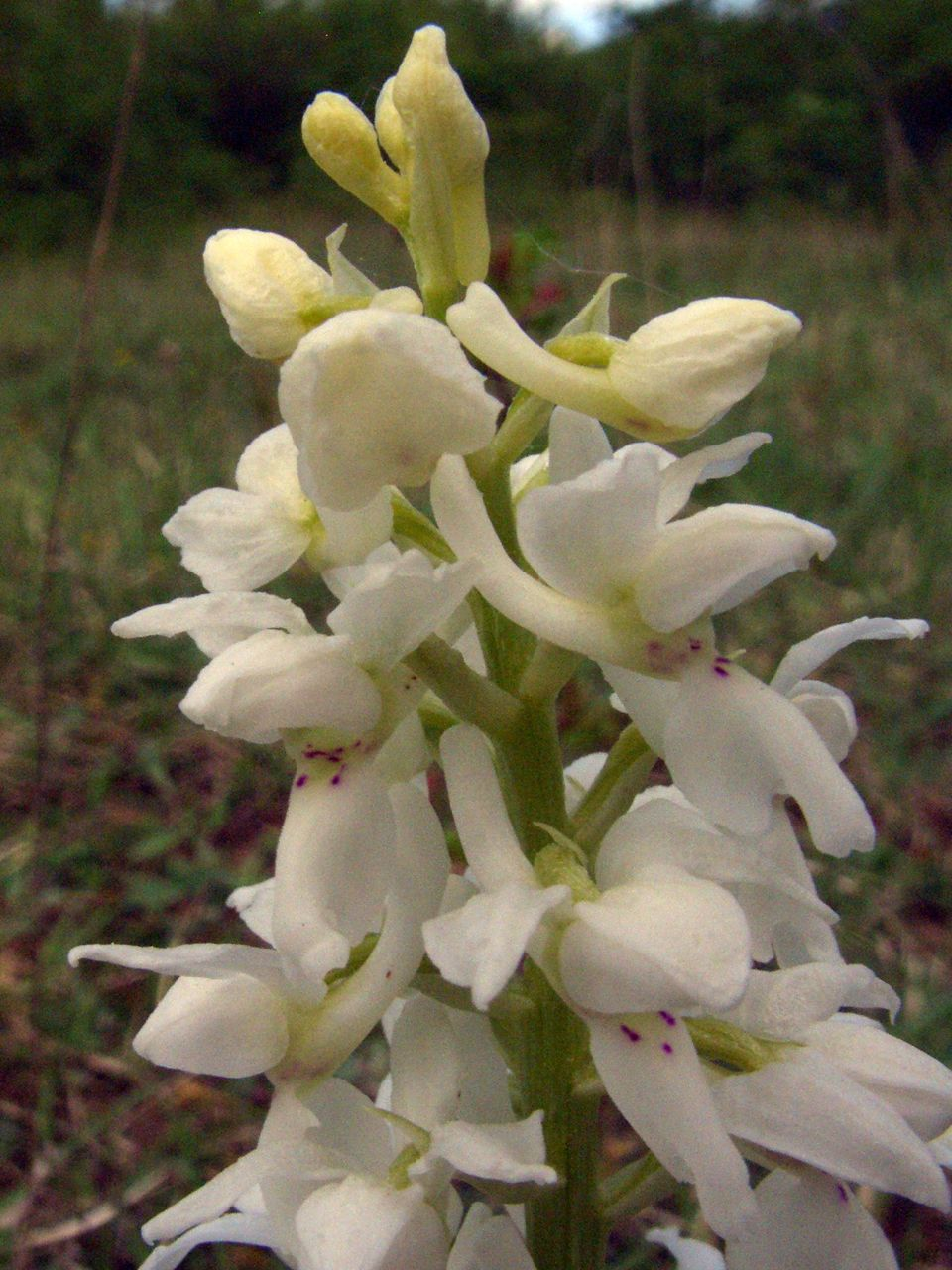
Orchis mascula var. alba

Ne è nota una varietà apocromatica con infiorescenza completamente bianca (Orchis mascula var. alba).